# Thieux (Oise)
Thieux ist eine französische Gemeinde mit 439 Einwohnern (Stand 1. Januar 2022) im Département Oise in der Region Hauts-de-France. Die Gemeinde liegt im Arrondissement Clermont und ist Teil der Communauté de communes de l’Oise Picarde und des Kantons Saint-Just-en-Chaussée.

## Geographie
Die Gemeinde liegt rund acht Kilometer ostsüdöstlich von Froissy und zehn Kilometer westnordwestlich von Saint-Just-en-Chaussée auf der Hochfläche des Plateau Picard. An der Grenze zur Nachbargemeinde Noyers-Saint-Martin liegt ein Windpark. Von 1891 bis 1961 verkehrte durch die Gemeinde die Meterbahnstrecke von Estrées-Saint-Denis über Froissy nach Crèvecœur-le-Grand.

## Geschichte
Der 1119 erstmals genannte Ort besaß eine Templerniederlassung, zwei Windmühlen und eine nicht unbedeutende Textilproduktion.

## Einwohner
| 1962 | 1968 | 1975 | 1982 | 1990 | 1999 | 2006 | 2011 |
| ---- | ---- | ---- | ---- | ---- | ---- | ---- | ---- |
| 378  | 364  | 374  | 346  | 400  | 387  | 414  | 416  |

## Verwaltung
Bürgermeisterin (maire) ist seit 2008 Nadine Guigot.

## Sehenswürdigkeiten
- Pfarrkirche Notre-Dame-de-l’Assomption aus dem 18. Jahrhundert[1]
- Flurkreuz nahe der Kirche
- Gedenktafel für fünf im Juni 1944 abgestürzte britische Flieger
- Marienstatue am Ortsausgang nach Wavignies